# Na Górach (Rozdziele)

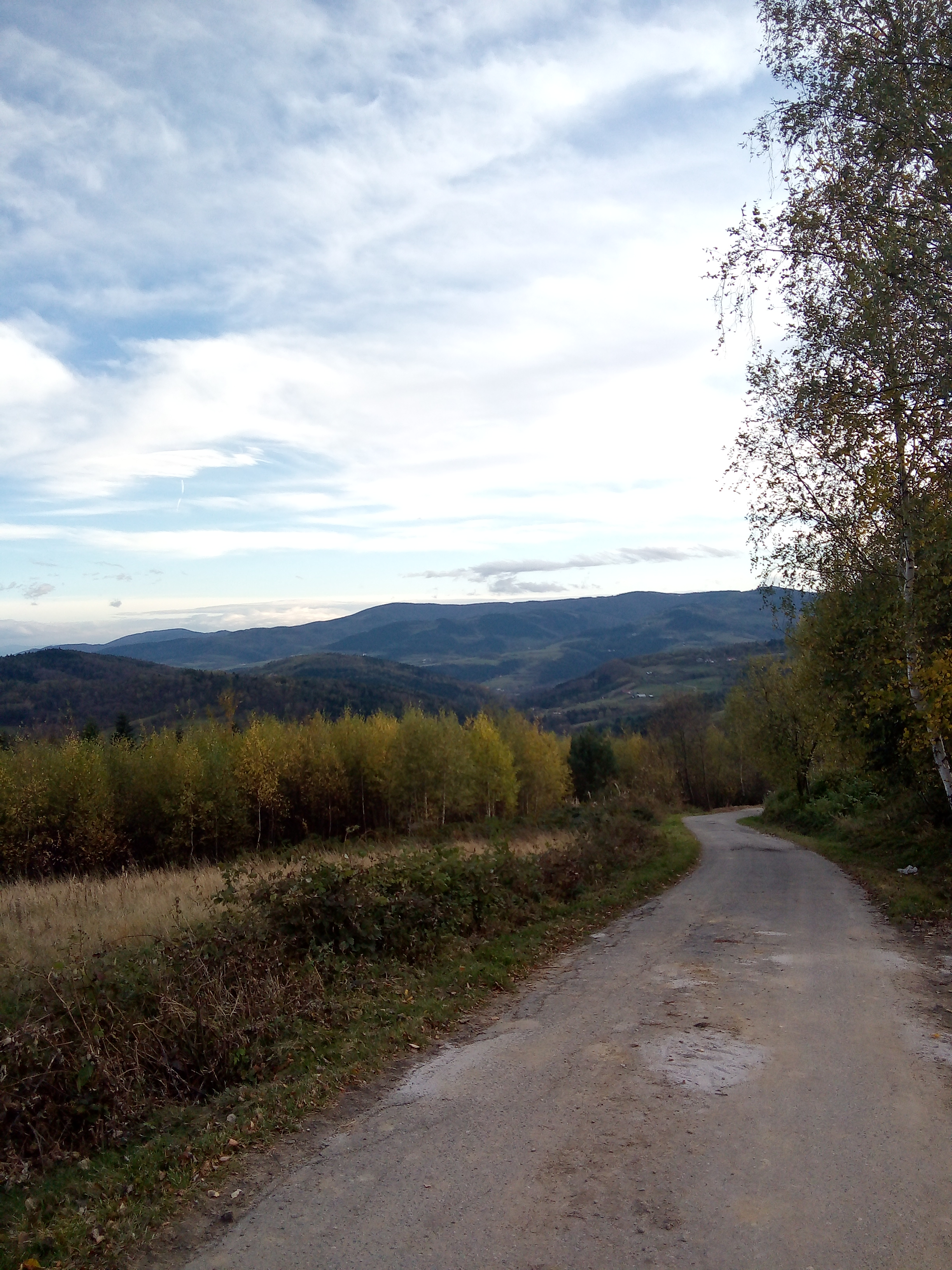
Widok na Pasmo Łososińskie z przysiółka Na Górach

Na Górach, również Góry – część wsi Rozdziele w Polsce, położona w województwie małopolskim, w powiecie bocheńskim, w gminie Żegocina. Wchodzi w skład sołectwa Rozdziele.
W latach 1975–1998 przysiółek Na Górach należał administracyjnie do województwa tarnowskiego.
Nazwa przysiółka Na Górach wywodzi się od jego położenia na południowych stokach Łopusza Wschodniego i Środkowego. Gospodarstwa oraz pola tego osiedla podchodzą pod sam wierzch obu gór czyli na wysokość ok. 612 m n.p.m.